# Rzeźby ursynowskie
Rzeźby ursynowskie – grupa rzeźb plenerowych wykonanych w stylu realistycznym, pół realistycznym i awangardowym rozproszona w okolicach osiedli: „Jary”, „Stokłosy” i „Koński Jar-Nutki” na warszawskim Ursynowie Północnym.

## Powstanie rzeźb
W latach siedemdziesiątych XX w. na terenie Ursynowa zaczęły powstawać osiedla mieszkaniowe i bloki z tzw. wielkiej płyty. W 1977 zorganizowano tu plener rzeźbiarski pod egidą Związku Polskich Artystów Plastyków. Komisarzem pleneru został artysta rzeźbiarz Ryszard Stryjecki.
Rzeźby powstałe podczas pleneru umieszczono na warszawskim Ursynowie Północnym, w najstarszej części dzielnicy.

## Lista rzeźb
Ryszard Stryjecki (ur. 1937)
- Zakochani[5] – wapień, ul. Pięciolinii 5
- Rodzina[6] – wapień, ul. Nutki
- Obelisk – (niedokończony, ociosany głaz), ul. Dunikowskiego 12

Edmund Majkowski (1929–2009)
- My ze spalonych wsi – płaskorzeźba, ul. Wiolinowa 15
- Honor i Ojczyzna – płaskorzeźba (zniszczona), ul. Wiolinowa 15
- Grajkowie – wypukłorzeźba, ul. Koński Jar 6

Janina (Nina) Mirecka-Maciejewska (1930–2014)
- Rodzina muzykująca[5] – ceramika, ul. Puszczyka 10

Władysław Trojan (1932–2004)
- Jeździec na koniu[5] – żelbet, ul. Koński Jar, u podnóża Kopy Cwila

Stefan Wierzbicki (ur. 1938)
- Gołąb[5] – wapień, ul. Koński Jar 1–3
- Paw[5] – wapień, ul. Wiolinowa 5

Marek Jerzy Moszyński (1937–2010)
- Herkules walczący z Anteuszem[5] – wapień, ul. Koncertowa 11
- Lwy[5] – wapień, ul. Puszczyka 6

## Inne informacje
Na Ursynowie od 1977 przy ul. Wiolinowej 1 znajdowała się jeszcze jedna rzeźba, metalowa Abstrakcja Geometryczna Tadeusza Siekluckiego. Jej powstanie nie jest związane ze wspomnianym wyżej plenerem SARP. Rzeźba ta zaginęła.
Od połowy kwietnia do połowy maja 2023 na terenie nowo tworzonego parku im. Cichociemnych Spadochroniarzy AK znajdowała się instalacja Lapidarium, stanowiąca fragment koncepcji parku stworzonej przez Macieja Bratańca. Według koncepcji projektanta Lapidarium utworzone z fragmentów wielkiej płyty i prętów zbrojeniowych miało stanowić pomnik epoki budowy ursynowskich osiedli w latach 70. XX wieku. Instalacja została usunięta decyzją prezydenta Warszawy Rafała Trzaskowskiego po protestach mieszkańców Ursynowa oraz lokalnych polityków.